# Dmitri Svetozárov
Dmitri Iósifovich Svetozárov (en ruso Дми́трий Ио́сифович Светоза́ров) nació el 10 de octubre de 1951 en Leningrado, ciudad de la Unión Soviética (hoy San Petersburgo, Rusia) Director de cine.
En 1974 se graduó de la Facultad de Filología de la Universidad Estatal de San Petersburgo.

## Filmografía
| Año  | Título en español                         | Título original                   | Cargo                |
| 1983 | Skorost / Velocidad                       | Скорость                          | Director             |
| 1986 | Proriv                                    | Прорыв                            | Director             |
| 1988 | Sin uniforme                              | Без мундира                       | Director             |
| 1989 | Psy / Perros                              | Псы                               | Director             |
| 1991 | Asesinato aritmético                      | Арифметика убийства               | Guionista y Director |
| 1993 | Bailarín azul                             | Голубые танцовщицы                | Guionista y Director |
| 1997 | Las calles de las lámparas rotas          | Улицы разбитых фонарей            | Director             |
| 1999 | Agente de Seguridad Nacional              | Агент национальной безопасности   | Director             |
| 2000 | Catorce colores del arcoíris              | Четырнадцать цветов радуги        | Director             |
| 2000 | Agente de Seguridad Nacional 2            | Агент национальной безопасности 2 | Director             |
| 2001 | Agente de Seguridad Nacional 3            | Агент национальной безопасности 3 | Director             |
| 2002 | En nombre de "Barón"                      | По имени «Барон»                  | Director             |
| 2004 | Opera. Crónica abrumadora de departamento | Опера. Хроники убойного отдела    | Director             |
| 2005 | Favorski                                  | Фаворский                         | Director             |
| 2007 | Crimen y castigo                          | Преступление и наказание          | Director             |

### Proriv- Прорыв
Está basada en hechos reales, relata la historia de un accidente, producido durante la construcción de otra estación de Metro de Leningrado en la primavera de 1974.

### Psy- Псы
Псы, que puede traducirse como perros, narra la vida de un grupo de personas que llegan a una ciudad abandonada a orillas del Mar de Aral, donde encuentran jaurías de perros salvajes.

### SerieAgente de Seguridad Nacional- Агент национальной безопасности
Alexéi Nikoláyev, agente nacional de seguridad, posee uno de los cargos más difíciles y riesgosos dentro del Departamento de Seguridad, además, trabaja sólo y sin saldo. Es la versión rusa de James Bond.

### Crimen y castigo- Преступление и наказание
Se basa en la novela del mismo nombre de Fiódor Dostoyevski.